# Manuleae
Manuleae es una tribu con 24 géneros de plantas de flores perteneciente a la familia Scrophulariaceae.

## Géneros
| - Agathelpis - Barthlottia - Chenopodiopsis - Cromidon - Dischisma - Glekia - Hebenstretia - Jamesbrittenia | - Limosella - Lyperia - Manulea - Melanospermum - Microdon - Phyllopodium - Polycarena - Pseudoselago | - Reyemia - Selago - Strobilopsis - Sutera - Tetraselago - Trieenea - Walafrida - Zaluzianskya |

- Datos: Q5994937
- Multimedia: Manuleae / Q5994937